# Oberreichenau
Oberreichenau ist ein Ortsteil der Stadt Pausa-Mühltroff im Vogtlandkreis in Sachsen. Er wurde am 1. Juli 1961 nach Pausa/Vogtl. eingemeindet. Am 1. März 2011 wurde der einstige Ortsteil Oberreichenau als Gemeindeteil gestrichen. Er wird seitdem zum Hauptort der Stadt Pausa/Vogtl. gezählt, die sich nach der Eingliederung des Nachbarstädtchens Mühltroff zum 1. Januar 2013 in Pausa-Mühltroff umbenannte.
Zwischen 1952 und 1992 gehörte Oberreichenau zum Kreis Zeulenroda im Bezirk Gera bzw. ab 1990 im Freistaat Thüringen. Durch einen Staatsvertrag kam der Ort zusammen mit weiteren Nachbarorten am 1. April 1992 zum sächsischen Landkreis Plauen.

## Geographie

### Geographische Lage und Verkehr
Oberreichenau liegt im äußersten Nordwesten des Vogtlandkreises und im sächsischen Teil des historischen Vogtlands. Der weilerartige Ortsteil befindet sich südwestlich von Pausa im kupierten Südostthüringer Schiefergebirge (Naturraum Vogtland). Seine ursprüngliche Flurform im Mündungsgebiet der Ranspe in die Weida blieb bis heute erhalten (Straße Rundes Dorf). Östlich der Weida befindet sich die einstige Haasenmühle, an die sich südlich mit der Straße Am Mühlgraben der zweite Siedlungsschwerpunkt von Oberreichenau anschließt. Baulich ist der Ort nach Nordosten hin über die Plauensche Straße mit Pausa/Vogtl. zusammengewachsen, weshalb Oberreichenau heute nicht mehr als eigenständiger Gemeindeteil geführt wird. In der südlichen Gemarkung befindet sich der Berghübel. Durch Oberreichenau führt der „Müllerburschenweg“.
Der Ort wird von den TaktBus-Linien 41 und 42 des Verkehrsverbunds Vogtland bedient. Beide beginnen in Zeulenroda und bilden zusammen bis Oberreichenau einen Stundentakt. Die Linie 41 verkehrt ab Oberreichenau zweistündlich nach Mühltroff und über Schönberg nach Mehltheuer weiter, die Linie 42 direkt über Mehltheuer nach Plauen. Außerdem wird Oberreichenau von RufBus-Linie 43 nach Ebersgrün bedient.
In Oberreichenau mündet die Staatsstraße 318 in die Staatsstraße 316 ein.

### Nachbarorte
Oberreichenau grenzt an drei weitere Ortsteile der Stadt Pausa-Mühltroff und an einen Ortsteil der Gemeinde Rosenbach/Vogtl.
|          |                                             | Pausa/Vogtl. |
| Linda    | Kompassrose, die auf Nachbargemeinden zeigt |              |
| Ranspach |                                             | Unterpirk    |

## Geschichte
1418 war die erste urkundliche Erwähnung des Dorfs Oberreichenau als Reichenaw. Um 1578 wurde der Ort Ober Reichenaw genannt. Aus dem 1451 erstmals genannten Vorwerk wurde im 15. Jahrhundert ein Rittergut, das 137 Hektar Land bewirtschaftete. Die ehemalige Wassermühle Oberreichenau, auch Haasenmühle genannt, wurde 1506 erstmals im Erbbuch des Amts Pausa urkundlich genannt. Sie war bis 1963 in Betrieb. Im Winter 1988 erfolgte der Abriss des Mühlengebäudes. Die erhalten gebliebenen Teile der Mühle dienen heute zu Wohnzwecken.
Kirchlich gehört Oberreichenau seit jeher zu Pausa. Bezüglich der Grundherrschaft war der Ort bis 1856 Amtsdorf im kleinen kursächsischen bzw. königlich-sächsischen Amt Pausa, welches nach 1764 meist mit dem Amt Plauen gemeinsam genannt wurde. 1856 wurde Oberreichenau dem Gerichtsamt Pausa und 1875 der Amtshauptmannschaft Plauen angegliedert.
Durch die zweite Kreisreform in der DDR wurde das bisher sächsische Dorf Oberreichenau gemeinsam mit seinen ebenfalls bisher sächsischen Nachbarorten Pausa/Vogtl., Ebersgrün, Ranspach, Linda, Unterreichenau und Wallengrün im Jahr 1952 dem Kreis Zeulenroda im Bezirk Gera angegliedert, welcher ab 1990 als thüringischer Landkreis Zeulenroda fortgeführt wurde. Am 1. Juli 1961 wurde Oberreichenau als erster Ortsteil nach Pausa/Vogtl. eingemeindet.
Auf Grundlage des Staatsvertrages zwischen Thüringen und Sachsen wechselten die Stadt Pausa/Vogtl. (mit Oberreichenau und Linda) und die Gemeinden Ebersgrün, Ranspach und Unterreichenau (mit Wallengrün) gemeinsam mit den Orten Mühltroff, Langenbach und Thierbach (bisher Landkreis Schleiz) am 1. April 1992 zum sächsischen Landkreis Plauen. Lediglich bezüglich der Postleitzahl gehören die Orte bis heute zum „thüringischen“ Postleitzahlengebiet „07“. Am 1. März 2011 wurde Oberreichenau der Status als Gemeindeteil von Pausa/Vogtl. entzogen. 
Am 10. Januar 2000 wurde eine Verwaltungsgemeinschaft zwischen der Stadt Mühltroff und der Stadt Pausa/Vogtl. mit dem Namen Verwaltungsgemeinschaft Pausa gebildet. Zum 1. Januar 2013 wurde die Verwaltungsgemeinschaft aufgelöst und die Stadt Mühltroff mit seinen beiden Ortsteilen in die Stadt Pausa/Vogtl. eingegliedert. Die Einheitsgemeinde, zu der Oberreichenau als Teil von Pausa gehört, trägt den Namen Pausa-Mühltroff.